# Джоузеф Бейтс
Джоузеф Бейтс (на английски: Joseph Bates) е американски морски капитан, автор, въздържател, социален реформатор, милеритски проповедник и един от съоснователите на Църквата на адвентистите от седмия ден.
Бейтс е най-значимия проповедник на съботното учение сред адвентистите. След като приема библейското учение за съботата през март 1845 г., успява да убеди много адвентисти в това учение, като например Hiram Edson, F. B. Hahn, O.R.L. Crosier и Джеймс и Елън Уайт.

## Биография
Джоузеф Бейтс (младши) е роден на 8 юли 1792 г. в Rochester до New Bedford, щата Масачузетс, като пето от седем деца в семейството на Дебора и Джоузеф Бейтс (старши). Баща му взима участие като капитан в американската война за независимост (1876 – 1883) под ръководството на френския генерал Marquis de Lafayette и е един от съоснователите на училището New Bedford/Fairhaven.
Бейтс става свидетел, как залива на New Bedford става най-важния китоловен район на САЩ. Още от малък Бейтс мечтае да стане моряк, но неговия баща има други планове за сина си. В крайна сметка баща му разрешава през юни 1807 г., малко преди неговия 15-и рожден ден, да вземе участие в едно кратко плаване при неговия чичо на кораба Fanny като помощник моряк. Това съдбоносно решение определя бъдещето бурно развитие на Джоузеф Бейтс в следващите 21 години.
По време на завръщането на Fanny от Англия младият моряк пада от върха на една мачта в морето недалече от една акула и се разминава на косъм от смъртта.
В началото на 1809 г. оцелява отново, след като неговия ветроходен кораб се сблъсква с един айсберг. В своята биография Бейтс отбелязва влиянието на това събитие за неговото духовно пробуждане.
27 април 1810 г. се превръща в един нов решаващ момент в живота му. През вечерта на този ден един британски офицер с неговите 12 войници отвличат Бейтс заедно с други американци и ги рекрутират в британската военна флота, без да вземат под внимание американското им гражданство, поради нуждата на войници по време на войната на Великобритания срещу Наполеон. В продължение на следващите пет години (1810 – 15) е „гост“ на британското правителство, през първата половина като моряк, а през втората като военнопленник. През това време опитва на няколко пъти да избяга.
В началото на 1812 г. неговият баща се застъпва въз основа на авторитета си пред президента Джеймс Мадисън за освобождаването на сина си и изпраща по един приятел на семейството документите за удостоверение на самоличността му. Но на 18 юни 1812 г. САЩ обявява война на Обединеното кралство и поради това съветва баща му, Бейтс да стана военнопленник, което не е съвсем просто, тъй като англичаните притискат пленените американци да се бият за тях срещу французите. След много перипетии и четири месеца след подписване на мирния договор, Бейтс бива освободен на 27 април 1815 г.
Той се завръща в бащиния си дом на 14 юни 1815 г. Там подновява своето приятелство с бъдещата си съпруга Prudence Nye. Той не остава дълго в къщи и продължава своите пътувания до своята смърт през 1872 г.
След завръщането от своето пътуване се оженва за Prudence Nye на 15 февруари 1818 г. Те придобиват 5 деца, от които първото, Anson Augustus, се ражда на 15 ноември 1819 г. и умира след две години.
Само шест седмици след неговата сватба пътува като първи офицер на кораба Francis F. Johnson. Още по време на обратното пътуване изпълнява за определено време функцията като капитан. Оттогава нататък Джоузеф Бейтс служи като капитан и отговорен за товара и търговията при различни пътувания.
От докладите по време на неговата кариера като морски капитан през 1820-те години могат да се извлекат данни за неговия характер, като например смелостта му. На 4 декември 1827 г., по време на войната между Аржентина и Бразилия, аржентински пирати овладяват и плячкосват кораба му. Бейтс се застъпва с риск за живота си за бразилските си пътници и успява да убеди аржентинския капитан да ги остави на кораба му.

## Публикации
- The Opening Heavens Or, A Connected View of the Testimony of the Prophets and Apostles (1846)
- The Seventh Day Sabbath: A Perpetual Sign from the Beginning to the Entering Into the Gates (1846, ревизирано издание през 1847)
- Second Advent Way Marks and High Heaps (1847)
- A Word to the „Little Flock“ (1847, заедно с Джеймс и Елън Уайт)
- A Vindication of the Seventh-Day Sabbath and the Commandments of God (1848)
- A Seal of the Living God (1849)
- An Explanation of the Typical and Anti-Typical Sanctuary (1850)
- The Autobiography of Elder Joseph Bates (1868)